# Axel de Fersen
Pour les articles homonymes, voir Fersen.
Axel de Fersen (en suédois : Hans Axel von Fersen), dit « le Jeune », né le 4 septembre 1755 à Stockholm et mort lapidé le 20 juin 1810 dans la même ville, est un comte et militaire suédois, célèbre pour son rôle de favori et d'intrigant auprès de la reine de France Marie-Antoinette.

## Biographie

### À Versailles
Il est le fils du feld-maréchal Fredrik Axel de Fersen et de la comtesse, née Hedwige-Catherine de La Gardie, et frère de la comtesse Piper et de la comtesse Klinckowström. Cousin de la maîtresse du futur roi de Suède et dame d'honneur (Hovmästarinnan) de la reine Sophie-Madeleine, la comtesse Löwenhielm, née Augusta von Fersen, et d'Ulrika von Fersen, il a pour tante la fameuse scientifique Eva Ekeblad.
En 1774, achevant son Grand Tour d'Europe destiné à parfaire son éducation, il arrive à la cour de France, où il fait vive impression par son physique avantageux. Le comte de Creutz, ambassadeur de Suède, écrit à son sujet au roi Gustave III :
« De tous les Suédois qui ont été ici de mon temps, c'est celui qui a été le mieux accueilli dans le grand monde. Il a été extrêmement bien traité dans la famille royale. Il n'est pas possible d'avoir une tenue plus sage et plus décente que celle qu'il a tenue. Avec la plus belle figure et de l'esprit, il ne pouvait manquer de réussir dans la société, aussi l'a-t-il fait complètement. »
Le 30 janvier, il rencontre la dauphine Marie-Antoinette, incognito, au bal de l'Opéra. Il rentre ensuite en Suède, puis revient à la Cour de France en août 1778. La reine, qui ne l'a pas oublié, en le voyant dit « C'est une vieille connaissance ! » et toute la Cour note qu'elle traite avec une attention particulière le jeune homme. Au cours de l'hiver 1779, il devient l'un des familiers de la reine, et collectionne les conquêtes féminines. Mais Fersen rêve également de se battre.
Il demande à rejoindre le corps expéditionnaire français qui part en Amérique. Le roi de Suède, à qui le comte de Creutz a fait part de l'inclination de Marie-Antoinette, intervient, et Fersen obtient d'être nommé aide de camp du comte de Vaux, qui doit commander les troupes. Finalement, le corps expéditionnaire ne part pas, et Fersen rentre au château de Versailles, très dépité. Il fait le siège du comte de Vergennes et du prince de Montbarrey, ministre de la Guerre. Le 20 janvier 1780, il est nommé colonel attaché à l'infanterie allemande, et part enfin pour les Amériques fin mars 1780, où il participe à la guerre d'indépendance des États-Unis sous les ordres du comte de Rochambeau.

### La guerre d'indépendance américaine
Il se fait apprécier de Rochambeau qui l'appelle son « premier aide de camp », se lie avec le duc de Lauzun qui lui promet le brevet de colonel commandant sa légion, et le marquis de Ségur, qui lui promet également de le nommer colonel en second. Fersen se conduit brillamment au siège de Yorktown en Virginie. Grâce à l'intercession de Marie-Antoinette, il obtient, en octobre 1782, la place de colonel en second du régiment Royal-Deux-Ponts. Il déclare alors à son père qu'il souhaite rester en Amérique jusqu'à la fin du conflit, et ensuite passer au service de Gustave III.

### Retour à Versailles

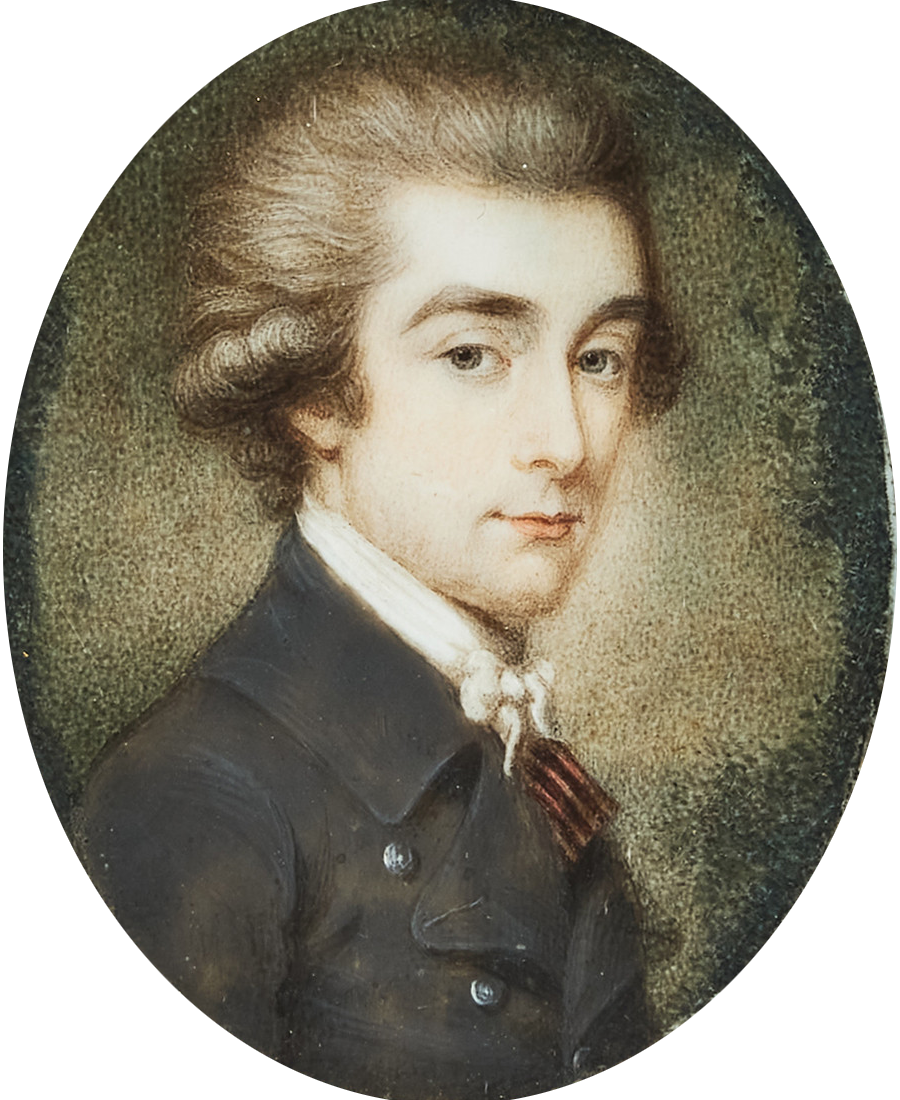
Portrait en miniature (1778) : Fersen, à 23 ans (Nationalmuseum, Stockholm).

Il rentre de campagne en juin 1783, et se rend à Versailles où il obtient, toujours par la faveur de Gustave III et de la reine, le Royal-Suédois en pleine propriété. La rumeur va alors bon train à la cour. En septembre, il quitte Versailles et rejoint Gustave III qui se rend incognito en Italie. Tout en multipliant les conquêtes féminines, il entretient à partir de novembre une double correspondance suivie avec Marie-Antoinette, officielle adressée à la reine de France, et personnelle, secrète, adressée à « Joséphine »[C'est-à-dire ?].
En juin 1784, Fersen revient à Versailles, dans l'entourage de Gustave III qui voyage toujours sous le nom de « comte de Haga », et qui ne va pas tarder à le gratifier d'une pension de 20 000 livres annuelles, qui lui permet de mener bon train à la cour. En juillet, il rentre en Suède pour huit mois. Il revient ensuite en France prendre possession de son régiment, à Landrecies, près de Valenciennes, et partage son temps entre la cour et son régiment.
En 1787, il part quelques semaines pour accompagner Gustave III dans sa guerre en Finlande contre Catherine II de Russie. Au printemps 1789, son père est arrêté pour avoir pris parti pour les droits de la noblesse dans le conflit qui oppose Gustave III à son aristocratie, après des revers dans la guerre (que Gustave III mènera finalement à terme après la bataille navale à Svensksund). Marie-Antoinette lui ordonne alors de rentrer à Paris. En juin, inquiet pour la reine, il prend un logement à Versailles. Les proches de la famille royale prennent mal l'installation de Fersen près de la reine, redoutant que cela n'attise la haine des courtisans envers elle. Fersen devient un favori du couple royal.

### La Révolution
En 1791, Fersen participe à la fuite de Varennes dont il est l’un des principaux organisateurs. Devenu l'amant d'Eleonore Sullivan, il lui emprunte les 300 000 livres nécessaires pour la préparation de la fuite.
Fersen escorte lui-même la famille royale, la nuit du 20 juin, jusqu'à Bondy, mais Louis XVI refuse qu'il les accompagne plus avant. Fersen doit rejoindre la place-forte de Montmédy, où se dirige la famille royale, en passant par la Belgique. Mais, mal préparée, la fuite échoue et les fugitifs sont reconduits à Paris.
Fersen continue à correspondre avec Marie-Antoinette. Il se rend à Vienne pour avertir la cour de l'empereur et le décider à l'action. Mais Léopold II temporise, et Fersen, se sentant berné, parle à la reine de trahison. Lui-même est désorienté par les rumeurs faisant de Barnave l'amant de la reine. Il quitte alors Vienne pour Bruxelles.
Les lettres échangées entre Marie-Antoinette et Axel de Fersen entre juin 1791 et août 1792 montrent la nature de leur relation[C'est-à-dire ?],. Alex de Fersen reçoit une lettre de Marie-Antoinette, datée du 4 janvier 1792, où elle l'assure de son amour : « je vais finir, non pas sans vous dire mon bien cher et tendre ami que je vous aime à la folie et que jamais jamais je ne peux être un moment sans vous adorer ».
En février 1792, Fersen revient en France et rencontre la reine, puis le roi, en secret. Il veut leur faire part d'un nouveau plan d'évasion par la Normandie. Louis XVI refuse toute nouvelle tentative de fuite. Fersen rentre alors à Bruxelles retrouver Éléonore sa maîtresse, et aider à la préparation d'une coalition européenne contre la Révolution française. C'est lui qui inspire, en juillet, le « manifeste de Brunswick », l'ultimatum des armées austro-prussiennes aux révolutionnaires français. Il croit fermement à la victoire rapide de la coalition et imagine même le rétablissement de la royauté.[réf. nécessaire]
Enfin, en 1793, après l'exécution de Louis XVI, il espère encore sauver la reine. S'imaginant que tout est le fruit des intrigues des Orléans, il pense acheter les meneurs du « parti d'Orléans », Laclos, Santerre ou Dumouriez. Quand Dumouriez fait défection et rejoint les Autrichiens en mars, Fersen y voit la fin des révolutionnaires, et imagine déjà Marie-Antoinette régente. En août, quand il apprend la nouvelle du transfert de la reine à la Conciergerie, il essaie d'obtenir du prince de Cobourg qu'il marche sur Paris, mais c'est en vain. Il ne peut pas non plus empêcher l'exécution de la reine le 16 octobre 1793.[réf. nécessaire]

### En Suède

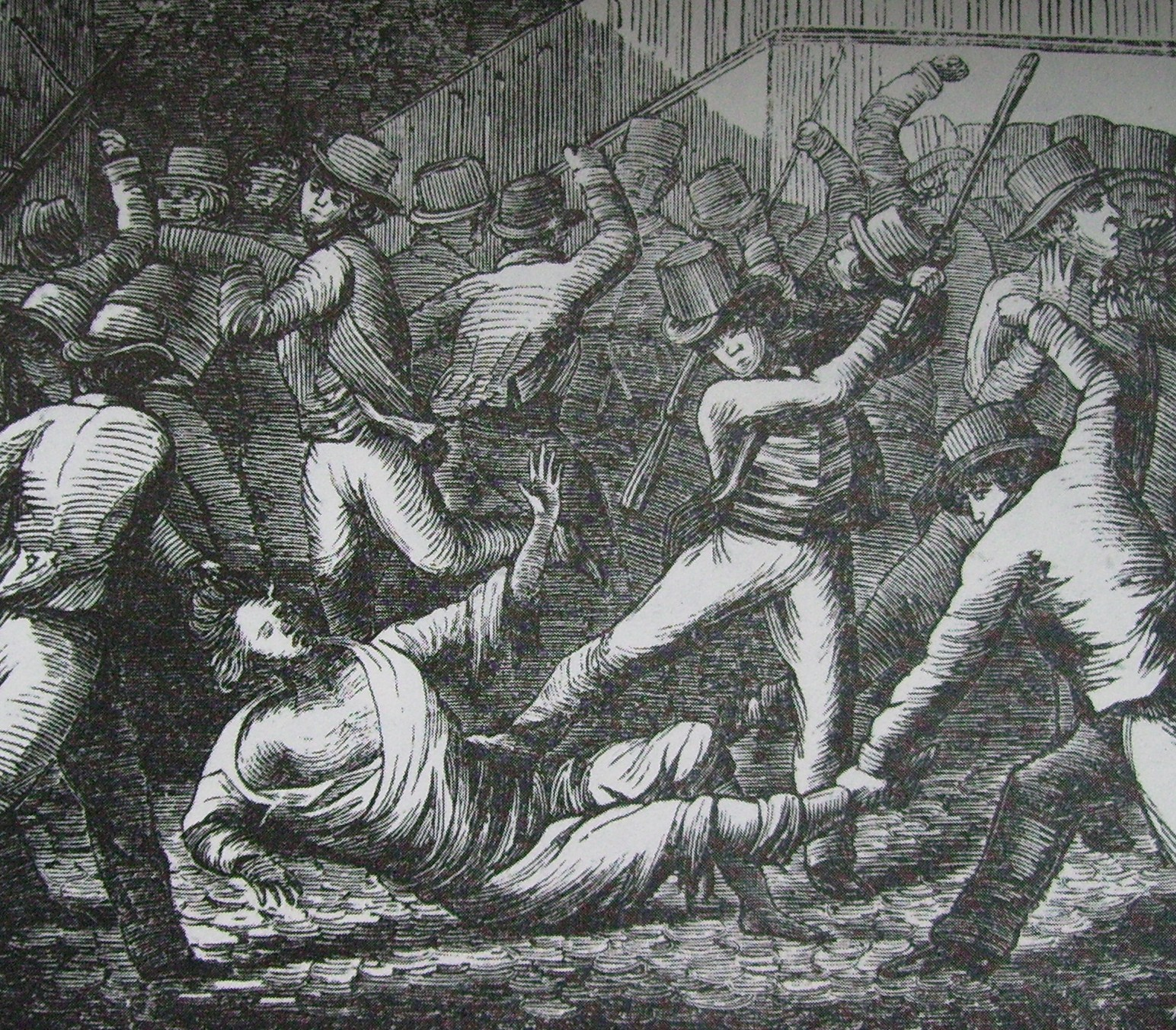
La Mort de Fersen, vue par une gravure d'époque (1818).

Rentré en Suède, il se consacre ensuite à sa carrière. En 1792, Gustave III est assassiné et, comme tous ses anciens favoris, Fersen se trouve en disgrâce entre 1792 et 1796, période de régence de Charles de Södermanland, futur Charles XIII, frère du roi assassiné. Quand Gustave IV Adolphe monte sur le trône, il retrouve ses offices et dignités. En 1797, il est envoyé pour représenter son pays au traité de Rastatt, mais le général Bonaparte qui dirige la délégation française proteste, et il doit se retirer.
En 1801, il est nommé riksmarskalk (Grand maréchal du royaume), ministre et chancelier d'Uppsala, mais il perd la faveur royale en s'opposant fermement à l'entrée en guerre de la Suède contre la Prusse, voulue par Gustave IV, pour punir celle-ci d'avoir refusé d'envahir la France.
Jusqu'à la fin de sa vie, il tente en vain de se faire rembourser les sommes avancées aux souverains français.
Le 28 mars 1809, au cours d'une guerre perdue d'avance avec la Russie, Gustave IV est déposé par un coup d'État militaire sans violence : dans cette histoire, Fersen ne prend pas parti, et personne n'ignore ses sympathies pour le fils du roi déchu, le prince Gustave, âgé d'à peine 10 ans. Le 6 juin, les organisateurs du coup d'État placent sur le trône le duc de Södermanland, l'oncle de Gustave IV, qui prend le nom de Charles XIII. Ce dernier est sans héritier, aussi il adopte Christian-Auguste, frère cadet de Frédéric-Christian II, un prince danois d'origine germanique. Ce fils adoptif est élu prince héritier le 7 janvier 1810 et prend le nom de Charles-Auguste. Dans le même temps, une nouvelle constitution est promulguée, plus libérale et la paix est signée. 
Mais ce nouvel héritier, âgé de 41 ans, meurt le 28 mai suivant d'une chute de cheval, des suites d'une apoplexie. La rumeur accuse Fersen de l'avoir empoisonné car le médecin du prince est aussi le médecin de Fersen. Cette mort provoque en réalité une crise dynastique.
Le 20 juin 1810 — ironie de l'histoire, la date anniversaire de la fuite de Varennes —, en vertu de ses fonctions de riksmarskalk, Fersen est chargé d'escorter le corps du prince dans Stockholm. Une émeute se forme et Fersen meurt lapidé et piétiné par la foule sur la place Riddarhustorget, en présence de nombreuses troupes qui n'interviennent pas. Il est probable que Charles XIII ait saisi l'occasion de se débarrasser aisément de l'un des partisans de Gustave de Vasa. Cette crise aboutira à la proclamation par le parlement suédois le 5 novembre de Jean-Baptiste Bernadotte comme prince-héritier.

## Postérité et représentations

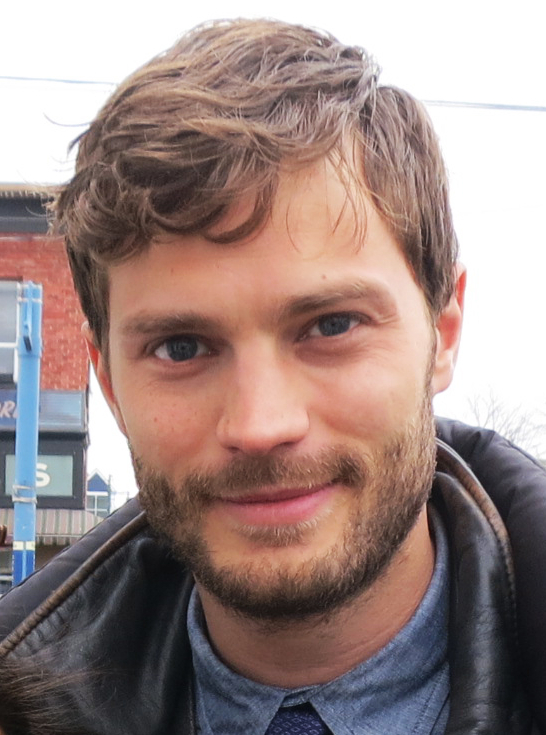
Jamie Dornan incarne Axel de Fersen dans Marie-Antoinette de Sofia Coppola.

Au début du XXe siècle, Jacques d'Adelswärd-Fersen, écrivain à la réputation sulfureuse, ajouta son patronyme à son nom de naissance, se disant son descendant et comte.
Thomas Fersen a choisi son nom de scène en référence à Axel de Fersen.
Son personnage fait partie du manga Lady Oscar et de ses adaptations, notamment en anime.

### Cinéma
Dans le film Marie-Antoinette (1938), Axel de Fersen est incarné par l'acteur américain Tyrone Power.
Dans le film Marie-Antoinette de Sofia Coppola (2006), il est incarné par l'acteur britannique Jamie Dornan.
Dans le film La Révolution française (1989), il est incarné par l'acteur français Jean-Yves Berteloot.

### Télévision
Dans la saison 2 de la série Marie-Antoinette de Deborah Davis (2025), Axel de Fersen est incarné par l'acteur  néerlandais Martijn Lakemeier.